# Chapa (Amarante)
Chapa é uma povoação portuguesa do Município de Amarante que foi sede da extinta Freguesia de Chapa, freguesia que tinha 3,27 km² de área e 301 habitantes (2011), e, por isso, uma densidade populacional de 92 hab/km².
A Freguesia de Chapa foi extinta em 2013, no âmbito de uma reforma administrativa nacional, tendo sido agregada às freguesias de Vila Garcia e Aboim, para formar uma nova freguesia denominada União das Freguesias de Vila Garcia, Aboim e Chapa com sede em Vila Garcia.

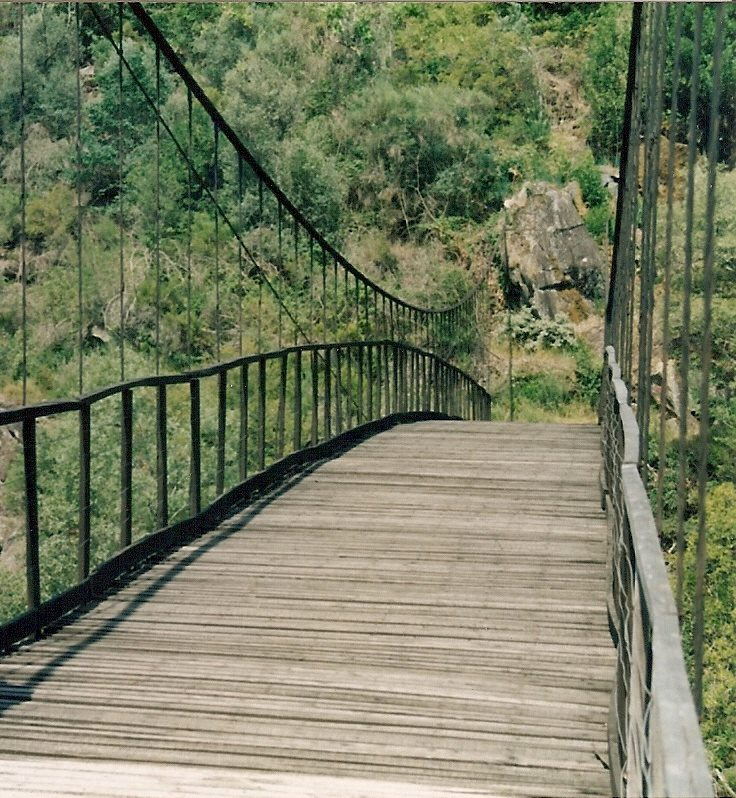
Ponte de arame sobre o rio Tâmega em Chapa

## População
| População da freguesia de Chapa | População da freguesia de Chapa | População da freguesia de Chapa | População da freguesia de Chapa | População da freguesia de Chapa | População da freguesia de Chapa | População da freguesia de Chapa | População da freguesia de Chapa | População da freguesia de Chapa | População da freguesia de Chapa | População da freguesia de Chapa | População da freguesia de Chapa | População da freguesia de Chapa | População da freguesia de Chapa | População da freguesia de Chapa |
| ------------------------------- | ------------------------------- | ------------------------------- | ------------------------------- | ------------------------------- | ------------------------------- | ------------------------------- | ------------------------------- | ------------------------------- | ------------------------------- | ------------------------------- | ------------------------------- | ------------------------------- | ------------------------------- | ------------------------------- |
| 1864                            | 1878                            | 1890                            | 1900                            | 1911                            | 1920                            | 1930                            | 1940                            | 1950                            | 1960                            | 1970                            | 1981                            | 1991                            | 2001                            | 2011                            |
| 194                             | 179                             | 208                             | 213                             | 234                             | 213                             | 284                             | 328                             | 317                             | 364                             | 364                             | 315                             | 259                             | 264                             | 301                             |

| Distribuição da População por Grupos Etários | Distribuição da População por Grupos Etários | Distribuição da População por Grupos Etários | Distribuição da População por Grupos Etários | Distribuição da População por Grupos Etários | Distribuição da População por Grupos Etários | Distribuição da População por Grupos Etários | Distribuição da População por Grupos Etários | Distribuição da População por Grupos Etários | Distribuição da População por Grupos Etários |
| -------------------------------------------- | -------------------------------------------- | -------------------------------------------- | -------------------------------------------- | -------------------------------------------- | -------------------------------------------- | -------------------------------------------- | -------------------------------------------- | -------------------------------------------- | -------------------------------------------- |
| Ano                                          | 0-14 Anos                                    | 15-24 Anos                                   | 25-64 Anos                                   | > 65 Anos                                    |                                              | 0-14 Anos                                    | 15-24 Anos                                   | 25-64 Anos                                   | > 65 Anos                                    |
| 2001                                         | 44                                           | 52                                           | 132                                          | 36                                           |                                              | 16,7%                                        | 19,7%                                        | 50,0%                                        | 13,6%                                        |
| 2011                                         | 43                                           | 29                                           | 175                                          | 54                                           |                                              | 14,3%                                        | 9,6%                                         | 58,1%                                        | 17,9%                                        |